# Bidessus straeleni
Bidessus straeleni är en skalbaggsart som beskrevs av Omer-cooper 1974. Bidessus straeleni ingår i släktet Bidessus och familjen dykare. Inga underarter finns listade i Catalogue of Life.